# Wałerij Bojczenko
Wałerij Wiktorowycz Bojczenko, ukr. Валерій Вікторович Бойченко (ur. 26 lutego 1989 w Mikołajowie) – ukraiński piłkarz, grający na pozycji pomocnika.

## Kariera piłkarska

### Kariera klubowa
Wychowanek SDJuSzOR Mikołajów, barwy którego bronił w juniorskich mistrzostwach Ukrainy (DJuFL). W 2007 rozpoczął karierę piłkarską w MFK Mikołajów. Latem 2008 został piłkarzem FK Charków, w barwach którego 1 listopada 2008 debiutował w Wyższej lidze. Latem 2010 powrócił do MFK Mikołajów, ale nie zagrał żadnego meczu i zakończył karierę piłkarską.